# Kavanisi Takehiko
Kavanisi Takehiko (Hirosima, 1938. október 9. –) japán válogatott labdarúgó.

## Nemzeti válogatott
A japán válogatottban 8 mérkőzést játszott.

## Statisztika
| Japán válogatott | Japán válogatott | Japán válogatott |
| Időszak          | Mérk.            | gól              |
| ---------------- | ---------------- | ---------------- |
| 1959             | 1                | 0                |
| 1960             | 1                | 0                |
| 1961             | 5                | 0                |
| 1962             | 1                | 0                |
| Összesen         | 8                | 0                |